# GSC3235-191
GSC3235-191 — хімічно пекулярна зоря спектрального класу Cr, що має видиму зоряну величину в смузі V приблизно 10,7.